# Stenungsund
58°4′7.6728″N 11°49′17.875″Ø / 58.068798000°N 11.82163194°Ø
Stenungsund er en by i landskapet Bohuslän i Västra Götalands län i Sverige. Den er administrationsby i Stenungsunds kommune og i havde 2010 9.987 indbyggere.
Stenungsund ligger ved E6 cirka 47 kilometer nord for Göteborg og 43 kilometer syd for Uddevalla. I Stenungsund er der en del  petrokemisk industri, som blandt andet forsynes med råstoffer fra norske gasfelter. Den petrokemiske industri etableredes i 1960'erne og tredoblede befolkningen på kort tid. Nordeuropas største propanlager ligger i et bjerg under Borealis' petrokemiske anlæg. 
Stenungsund er i dag et af Sveriges vigtigste produktionssteder for polyetylen, som anvendes ved fremstilling af plastprodukter. Grunden til industrialiseringen var de gunstige naturhavne for tankfartøjer, hvilket også var baggrunden for Vattenfalls oliekraftværk på stedet, Stenungsunds Kraftverk, som har givet byen sin karakteristiske silhuet med de fire ens skorstene.
Bohusbanan går fra Strömstad til Göteborg og standser i Stenungsund - Toget tager 39 minutter til Göteborgs Central og 33 minutter til Uddevalla.